# Marko Ostoja
Marko Ostoja (* 20. října 1960, Bonn, Německo) je bývalý jugoslavský profesionální tenista chorvatské národnosti. Na okruhu ATP vyhrál jeden turnaj ve dvouhře. Za Daviscupový tým Jugoslávie nastoupil k 17 zápasům ve dvouhře s bilancí 11–6 a 10 zápasům ve čtyřhře s bilancí 7–3.

## Finálové účasti na turnajích ATP World Tour (2)

### Dvouhra - výhry (1)
| Č. | Rok  | Turnaj         | Povrch | Soupeř ve finále | Výsledek      |
| 1. | 1981 | Brusel, Belgie | antuka | Ricardo Ycaza    | 4–6, 6–4, 7–5 |

### Čtyřhra - prohry (1)
| Č. | Rok  | Turnaj              | Povrch | Partner      | Vítězové                | Výsledek |
| 1. | 1981 | Kitzbühel, Rakousko | antuka | Louk Sanders | David Carter Paul Kronk | 6–7, 1–6 |